# Blacklace
Blacklace es un grupo estadounidense de heavy metal formado en Nueva York en 1982.

## Historia
Blacklace fue fundado en Nueva York en 1982 por Carlo Fangito y Anthony Fangito. Se unieron a ellos la cantante MaryAnn Scandiffio y un batería que fue reemplazado poco tiempo después Steve Wermer.
En 1983 graban su maqueta "On the attack" con su primer batería. Esta maqueta llega a manos de la discográfica Mausoleum Records con la cual firman un contrato de tres años.
Su álbum debut "Unlaced" aparece en 1984. Destacan los temas "On the attack" y "Rocks For You" que también aparecían en su primera maqueta. Este trabajo fue coproducido por Ross the Boss (guitarrista original de Manowar) y en él participaron el mánager del grupo, Bob Reich, haciendo algunos coros y su productor, Jeff Waxman, interpretando algunas partes del teclado. El álbum tiene un gran éxito en Estados Unidos y Europa y les vale para telonear a bandas como Plasmatics, Manowar, Zebra, Talas y Twisted Sister.
En 1985 aparece "Get It While It's Hot" en el que también canta el guitarrista del grupo Anthony Fangito. El álbum fue producido por el exbatería de The Rods Carl Canedy y tiene un sonido parecido al de su trabajo anterior pero con una producción mucho mejor. Cabe destacar el tema instrumental "Mad Dog's Revenge" en el que la banda demuestra un gran talento musical.
El grupo se reúne de nuevo en 2004 y se encuentra preparando la preproducción de su tercer álbum.

## Discografía

### On The Attack (Demo, 1983)
1. Hot's For You 03:12
2. On the Attack 03:24
3. Look the Other Way 04:44
4. I Want Out 03:46
5. I Like to Rock 04:07

### Unlaced (1984)
1. March Of The Black Witch
2. Call Of The wild
3. Damn Cheater
4. Runner In The Night
5. Devil In Disguise
6. On The Attack
7. Born To Raise hell
8. Hots For You
9. Nightmares

### Get It While It's Hot (1985)
1. I Like to Rock
2. Get It While It's Hot
3. Speed of Sound
4. Action Pact
5. Somethin' Bad
6. The Right
7. Mad Dog's Revenge
8. Shadow of the Night
9. Run for Your Life
10. The Jig Is Up